# Mutisia viciifolia
Mutisia viciifolia es una especie de la familia Asteraceae.
Se la encuentra solo en el Perú y Ecuador.
Su hábitat natural son los arbustales subtropicales o tropicales de alta altitud.
Está amenazada por la pérdida de hábitat.

## Fuente
- Montúfar, R. & Pitman, N. 2003. Mutisia rimbachii. 2006 IUCN Lista Roja de Especies Amenazadas; visto 20 de julio de 2007